# Песочный ручей
Песо́чный ручей (Прото́к) — ручей в районе Арбат Центрального административного округа Москвы, левый приток Москвы-реки. «Песочным» водоток назвали по характеру почвы, а «протоком» обычно наименовали сухие речные русла. С конца XIX века ручей заключён в подземный коллектор, а его долина полностью засыпана.
Длина Протока составляет 500—700 метров. Река начиналась в болоте возле Композиторской улицы, Смоленской площади и Новинского бульвара. Далее она протекала по Проточному переулку и впадала в Москву южнее устья реки Пресни. Так как водоток проходил по песчаному грунту русло часто пересыхало. По ручью в Москву сливались дождевые и талые воды, именно они делали Проток полноводным.